# Zbigniew Ziobro
assinatura
Zbigniew Tadeusz Ziobro (Cracóvia, 18 de Agosto de 1970) é um político da Polónia. Ele foi eleito para a Sejm em 25 de Setembro de 2005 com 120188 votos em 13 no distrito de Cracóvia, candidato pelas listas do partido Prawo i Sprawiedliwość.
Ele também foi membro da Sejm 2001–2009, 2015–.